# فوق هام السحب
فوق هام السحب أغنية وطنية سعودية للفنان محمد عبده، كتب كلماتها الشاعر بدر بن عبد المحسن، ولحنها محمد عبده. وقد غناها محمد عبده في افتتاح استاد الملك فهد الدولي عام 1987م.

## كلمات
فوق هام السحب وإن كنتي ثرى
فوق عالي الشهب يا أغلى ثرى
عزك لقدّام وأمجادك ورا
وإن حكى فيك حسادك ترى
ما درينا بهرج حسادك أبد
أنتي ما مثلك بها الدنيا بلد
من على الرمضا مشى حافي القدم يستاهلك
ومن سقى غرسك عرق، دمعٍ ودم يستاهلك
من رعى في صحرا الظما إبل وغنم يستاهلك
حنا هلك يا دارنا برد وهجير
ونستاهلك يا دارنا وخيرك كثير
ومن دعا لله وبشرعه حكم يستاهلك
ومن رفع راسك على كل الأمم يستاهلك
ومن ثنى بالسيف دونك والقلم يستاهلك
نستاهلك يا دارنا وحنا هلك
أنتي سواد عيوننا شعب وملك.

## تأثير الأغنية
تعد أغنية «فوق هام السحب» من أشهر الأغاني الوطنية التي يرددها السعوديون في مناسباتهم واحتفالياتهم، وذكر الفنان محمد عبده بأن الملك سلمان بن عبد العزيز آل سعود قد طلب منه أن يغنيها في أي حفل ومهرجان جماهيري، نظراً لمكانتها بين الناس، كما ذكر شاعر الأغنية بدر بن عبد المحسن في أمسية أقامها عام 2017 مكانة كلمات "فوق هام السحب لدى الملك سلمان فقال: "أتذكر أنه كان لي أمسية قبل حوالي 27 عاماً وكانت قصيدة (فوق هام السحب) توها طالعة وفي أمسيتين قلتها وجاءت أمسية ما قلتها فيها، وجيت أسلم عليه أطال الله في عمره وسألني ليش ما قلت قصيدة (فوق هام السحب)؟ قلت له سبق إني قلتها، فرد علي وقال كل أمسية لازم تقول فيها (فوق هام السحب) وكررها أكثر من مرة".
في يوم الجمعة 20 رجب 1439هـ الموافق 6 أبريل 2018م وقّع الأمير محمد بن سلمان بن عبد العزيز آل سعود بعبارة «فوق هام السحب» على القطعة الأخيرة للقمر السعودي الأول للاتصالات الذي سيرسل للفضاء، وذلك في مقر شركة لوكهيد مارتن في وادي السليكون بمدينة سان فرانسيسكو الأميركية.
ويقول الناقد السعودي محمد العباس في قراءته لأغنية (فوق هام السحب): «أما محمد عبده فقد استشعر (الوطن) من منظور إيقاعي بسجيته الشعبية، وبتعبير موسيقي على درجة من البنائية والرقي، حيث ابتنى الصرح اللحني لأغنية (فوق هام السحب) على جنوح إلى الإيقاعات النشطة والسريعة، وميل واضح إلى التطريب والترقيص حد التهييج، من خلال لحن بطولي، يوحي بالفرح والإنتصار. كما حملت جُمله اللحنية نفحات التمجيد والإعتداد بالذات الجمعية والمكانية، إتكاء على الوتريات أيضاً المستدمجة حد التطابق مع النقريات، ولكن من منطلق تحشيدها في حزم نغمية طويلة ومسترسلة، تتماهى بنيوياً مع صليل السيوف، وهتافات الإحتشاد الإجتماعي، وهنا يكمن سر انحيازه بالشكل التكويني للحن عن معماريته وثقافويته ليضفي علِيه نكهة شعبية، فيما يبدو عودة واعية إلى عاداته الموسيقية، أو ارتدادة مقصودة إلى ينابيعه وأحاسيسه اللحنية الأصيلة بمعنى أدق، حيث يتجلى في لونه الغنائي الشعبي المصعّد، المطمور تحت زخرف نغمي».